# Bitschhoffen
Bitschhoffen – miejscowość i gmina we Francji, w regionie Grand Est, w departamencie Dolny Ren.
Według danych na rok 1990 gminę zamieszkiwało 399 osób, 157 os./km².